# 松古爾拉雷市鎮
松古爾拉雷市，是保加利亞的城鎮，位於該國東南部，由布爾加斯州負責管轄，首府設於松古爾拉雷，面積794.97平方公里，2011年人口12,559，人口密度每平方公里16人。
42°48′N 27°17′E / 42.800°N 27.283°E